# Hugh Fisher
Hugh Fisher, CM (* 1. Oktober 1955 in Hamilton, Neuseeland) ist ein ehemaliger kanadischer Kanute und Olympiasieger.

## Karriere
Hugh Fisher nahm an drei Olympischen Spielen teil. Seine erste Teilnahme erfolgte anlässlich der Olympischen Spiele 1976 in Montreal, bei denen er auf der 1000-Meter-Strecke im Vierer-Kajak antrat. Nach einem fünften Platz im Vorlauf, einem dritten Platz im Hoffnungslauf und Rang vier im Halbfinale schieden die Kanadier vorzeitig aus. 
Wesentlich erfolgreicher verliefen die Olympischen Spiele 1984 in Los Angeles für Fisher. Bei diesen startete er mit Alwyn Morris in zwei Wettbewerben im Zweier-Kajak. Über 500 Meter zogen die beiden nach Siegen in den Vor- und Halbfinalläufen ins Finale ein, das sie nach 1:35,41 Minuten auf dem dritten Platz hinter den siegreichen Neuseeländern Ian Ferguson und Paul MacDonald sowie den Schweden Per-Inge Bengtsson und Lars-Erik Moberg abschlossen. Auf der 1000-Meter-Strecke gelang Fisher und Morris ebenfalls mit zwei Siegen die Finalqualifikation und sie blieben diesmal auch im Endlauf siegreich. Sie überquerten nach 3:24,22 Minuten als Erste die Ziellinie, womit sie vor den Franzosen Bernard Brégeon und Patrick Lefoulon sowie Barry Kelly und Grant Kenny aus Australien Olympiasieger wurden.
Bei den Olympischen Spielen 1988 in Seoul vertraten Fisher und Morris Kanada erneut auf der 500-Meter-Distanz, bei der sie im Halbfinale ausschieden. Weitere Medaillen sicherten sich die beiden bei den Weltmeisterschaften 1982 in Belgrad mit Silber über 1000 Meter sowie 1983 in Tampere mit Bronze auf der 500-Meter-Strecke. Bereits 1976 gewann Fisher, dessen Familie zwischen 1965 und 1966 nach Kanada gezogen war, über 500 Meter die kanadischen Meisterschaften im Zweier- und im Vierer-Kajak. 1988 beendete er seine Karriere erstmals, ehe er nach einem kurzen Comeback anlässlich der Olympiaqualifikation 1992 endgültig dem Leistungssport den Rücken kehrte.
Nach den Olympischen Spielen 1984 begann Fisher ein Medizinstudium und begann nach seinem Karriereende als Arzt zu praktizieren. 1985 wurde er in die Hall of Fame von British Columbia aufgenommen, ebenso ein Jahr darauf in die Canadian Olympic Hall of Fame. Im Jahr 2000 erfolgte auch die Aufnahme in die Hall of Fame des kanadischen Sports. Für den Olympiasieg wurden Fisher und Morris zudem 1985 zum Member des Order of Canada ernannt.